# Cerro Las Minas
Cerro Las Minas – szczyt w paśmie Cordillera de Celaque, we wschodnim Hondurasie. Jest najwyższym szczytem tego kraju. Na niektórych mapach szczyt ten nazywany jest Pico Celaque, a jego wysokość podawana jest jako 2849 m.